# Powiat Szikszó
Powiat Szikszó (węg. Szikszói járás) – jeden z piętnastu powiatów komitatu Borsod-Abaúj-Zemplén na Węgrzech. Siedzibą władz jest miasto Szikszó.

## Miejscowości powiatu Szikszó
- Abaújlak
- Abaújszolnok
- Alsóvadász
- Aszaló
- Felsődobsza
- Felsővadász
- Gadna
- Gagybátor
- Gagyvendégi
- Halmaj
- Hernádkércs
- Homrogd
- Kázsmárk
- Kiskinizs
- Kupa
- Léh
- Monaj
- Nagykinizs
- Nyésta
- Rásonysápberencs
- Selyeb
- Szentistvánbaksa
- Szikszó